# Bromstens municipalsamhälle
Bromstens municipalsamhälle var ett municipalsamhälle som inrättades den 10 juni 1904 inom dåvarande Spånga landskommun, Stockholms län, från vilket datum samtliga stadsstadgor tillämpades inom samhället. Vid 1920 års folkräkning  uppgick ytan till 1,32 km² med 2 096 invånare, vilket ger en befolkningstäthet om 1 587 inv/km².
Den 1 januari 1949 upphörde Spånga landskommun och huvuddelen av dess område, med området för detta municipalsamhälle, överfördes till Stockholms stad. Samtliga municipalsamhällen inom kommunen upplöstes då, så även Bromsten.